# اديساك كرايسورن
اديساك كرايسورن (بالتايلندية: อดิศักดิ์ ไกรษร) (1 فبراير 1991 بمحافظة بوريرام في تايلاند - ) هو لاعب كرة قدم تايلندي في مركز الهجوم. شارك مع منتخب تايلاند تحت 20 سنة لكرة القدم ومنتخب تايلاند تحت 23 سنة لكرة القدم ومنتخب تايلاند لكرة القدم. أما مع النوادي، فقد لعب مع نادي بوريرام يونايتد ونادي بوليس تيرو ونادي موانغتونغ يونايتد وPhuket F.C. ‏.

## روابط خارجية
- اديساك كرايسورن على موقع قاعدة بيانات كرة القدم.إي يو (الإنجليزية)
- اديساك كرايسورن على موقع ناشيونال فوتبول تيمز (الإنجليزية)
- اديساك كرايسورن على موقع Soccerway.com (الإنجليزية)
- اديساك كرايسورن على موقع عالم كرة القدم.نت (الإنجليزية)